# Граф Лонгфорд

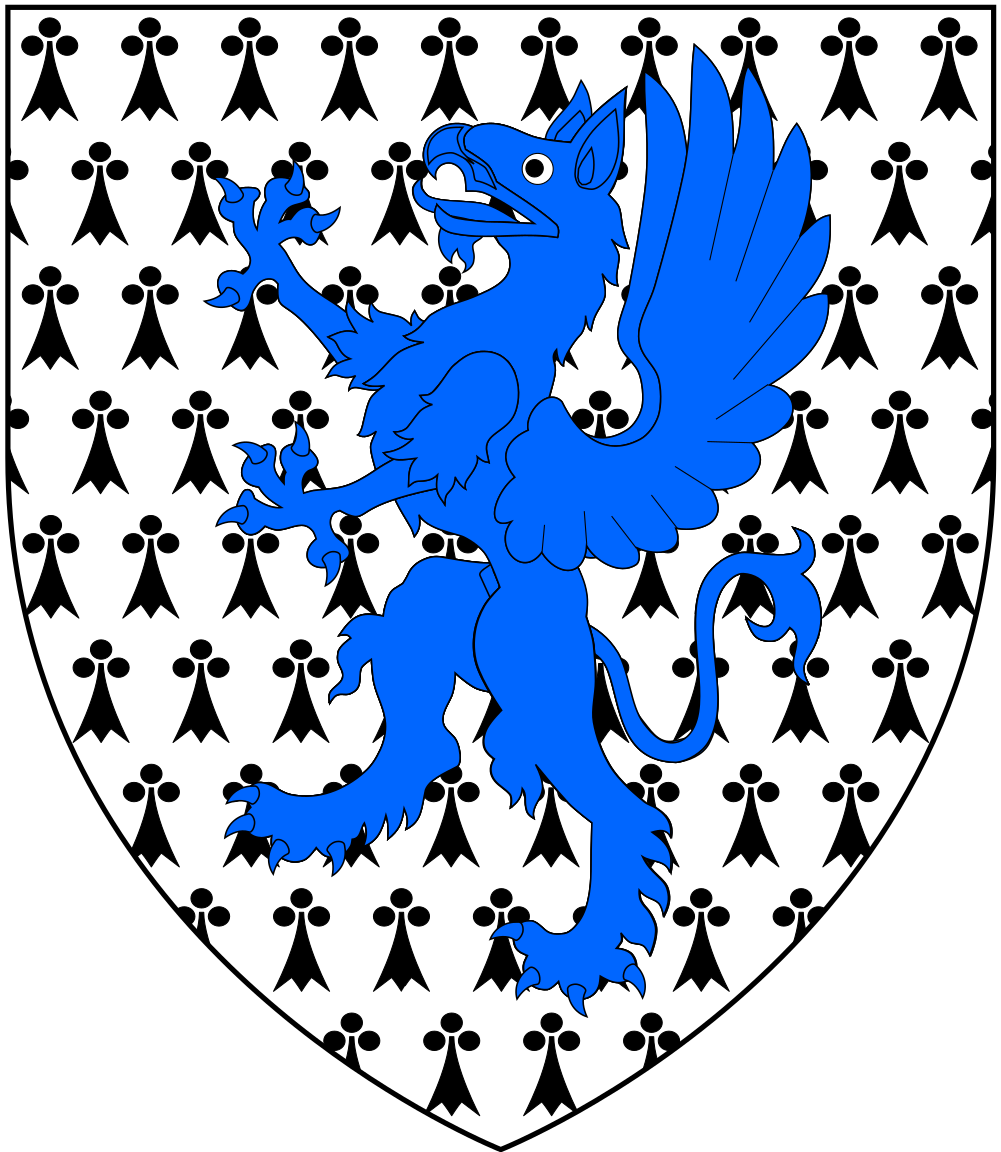
Герб графів Лонгфорд першого створення титулу (1677).

Герб графів Лонгфорд другого створення титулу (1785).

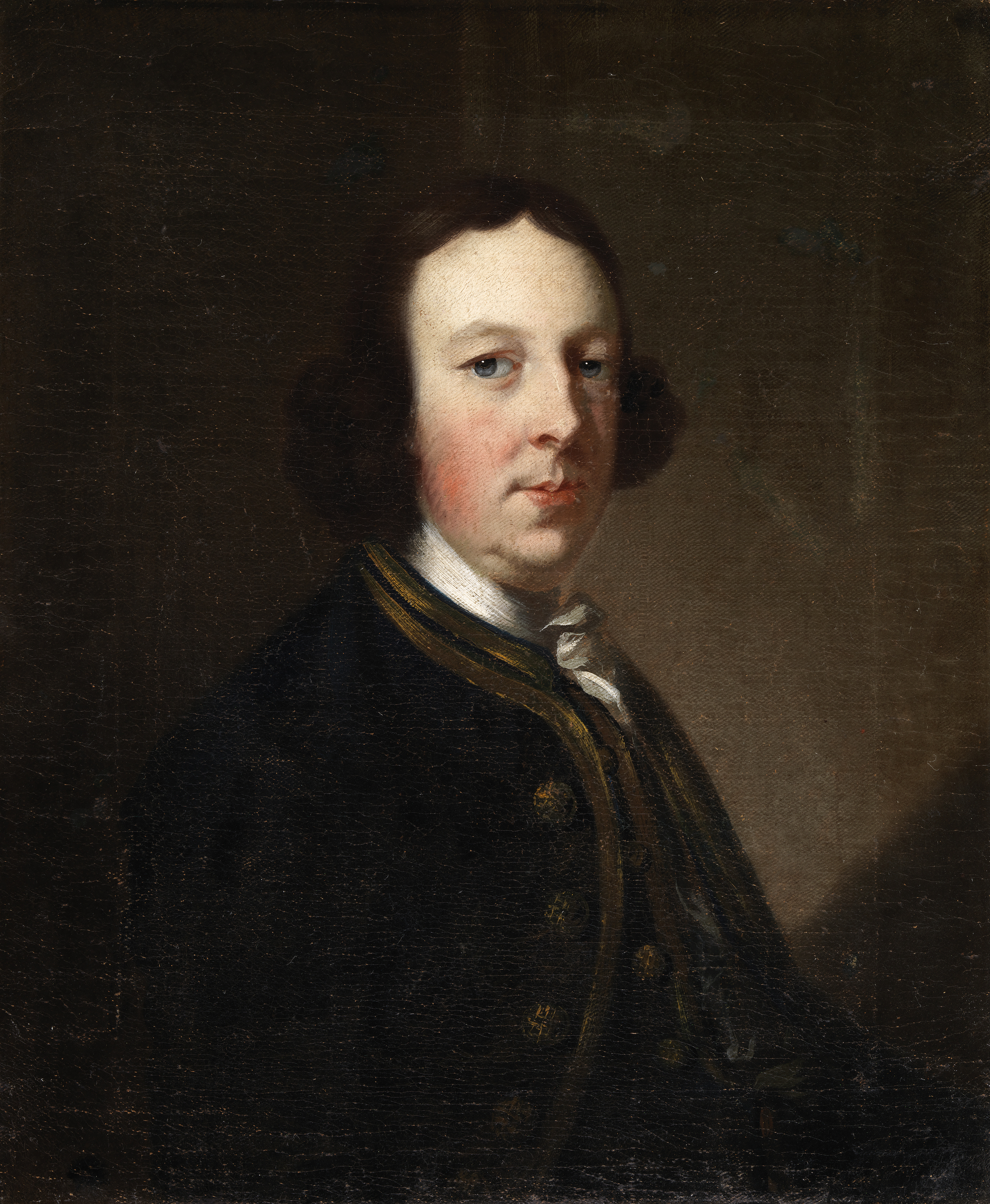
Томас Пакенгем — I барон Лонгфорд.

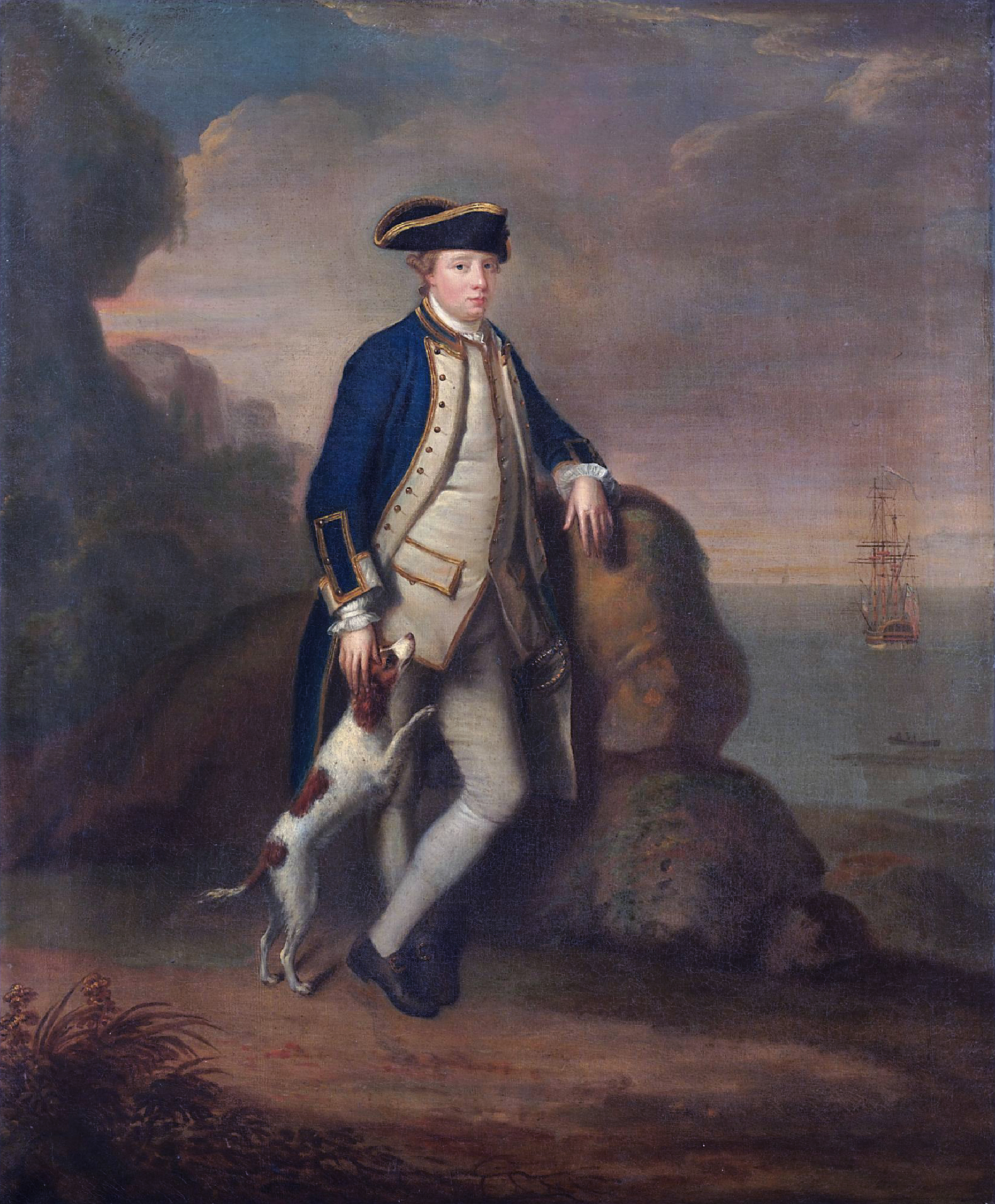
Едвард Пакенгем — ІІ барон Лонгфорд. Худ. Роберт Гантер.

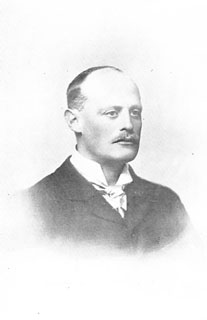
Томас Пакенгем — V граф Лонгфорд.

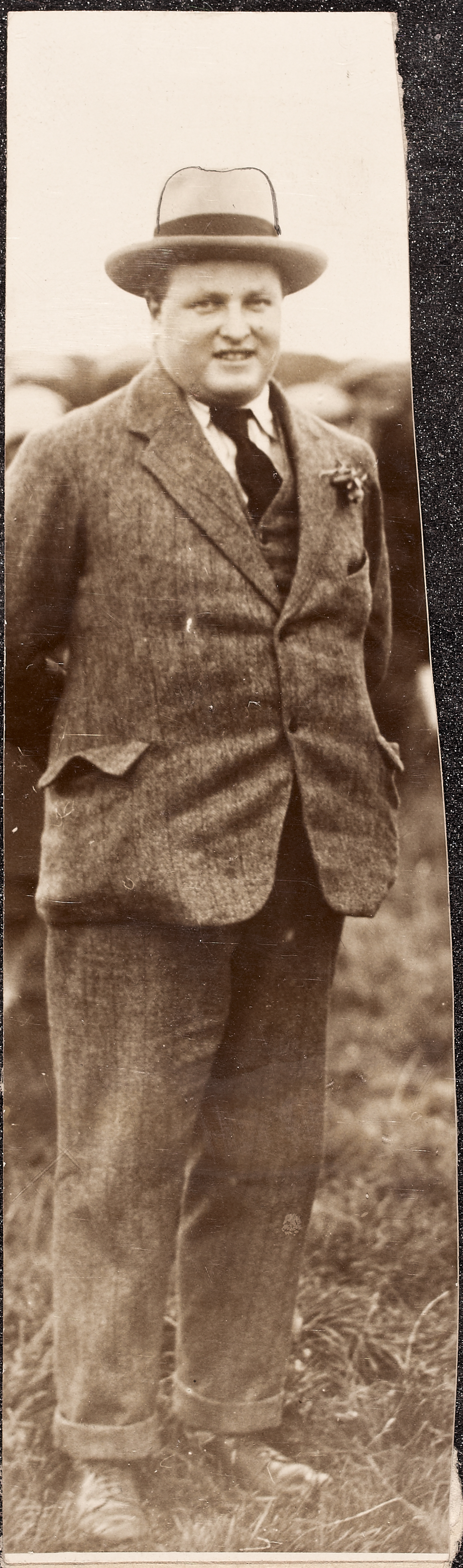
Едвард Артур Генрі Пакенгем — VІ граф Лонгфорд.

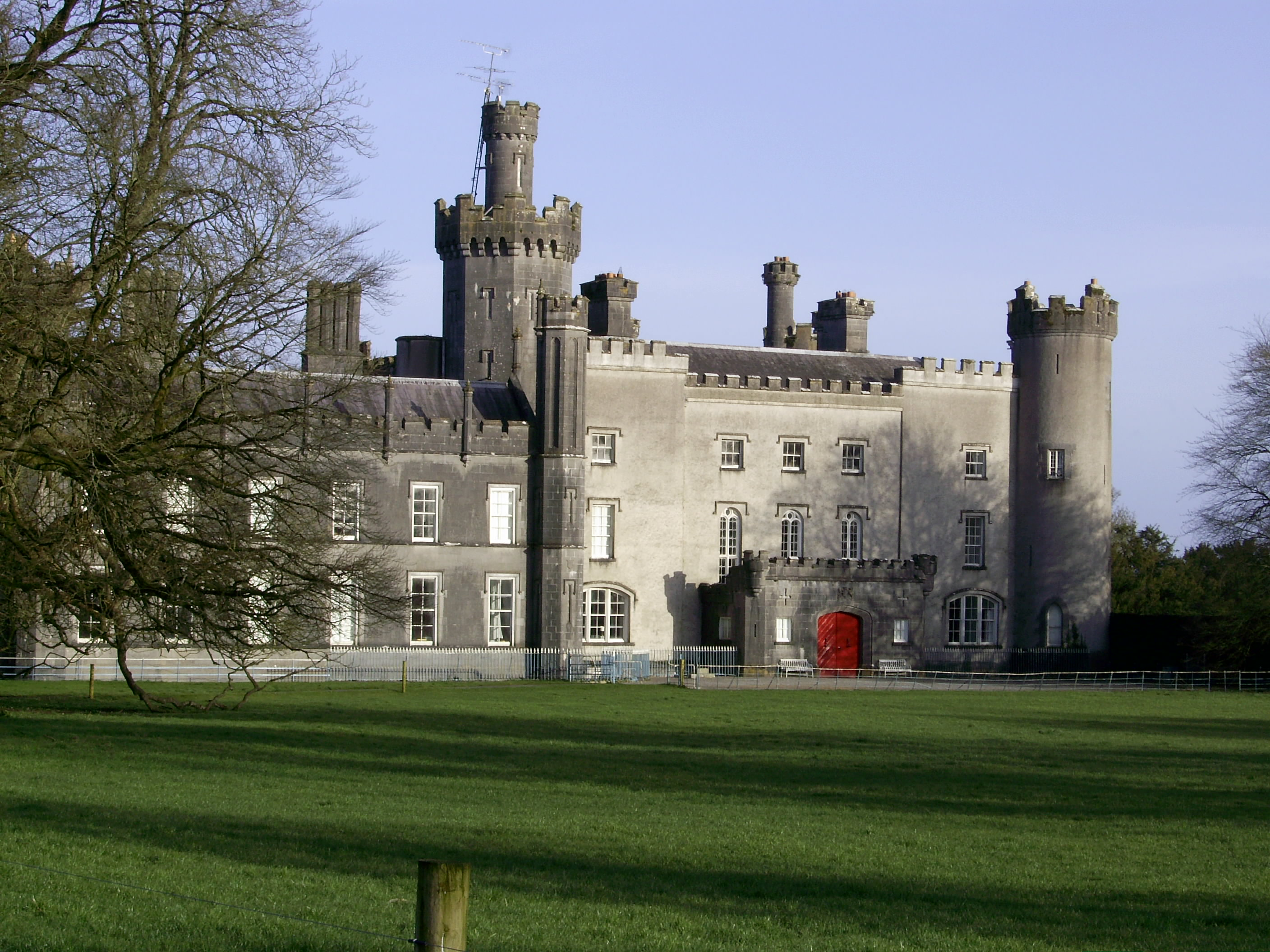
Замок Талліналі, Ірландія.

Граф Лонгфорд (англ. — Earl of Longford) — аристократичний титул в перстві Ірландії. Створювався двічі.

## Історія графів Лонгфорд
Вперше титул граф Лонгфорд було даровано Френсісу Аун'єру — III барону Аун'єр з Лонгфорда у 1677 році з правом успадкування титулу його молодшим братом Амброзом. Раніше Френсіс Аун'єр був депутатом Палати громад парламенту, представляв Суррей і отримав титул віконта Лонгфорд в перстві Ірландії в 1675 році. Відповідно до особливого права на успадкування титули успадкував його брат Амвроз, що став II графом Лонгфорд. Після його смерті в 1706 році всі ці титули зникли. Титул барона Аун'єр з Лонгфорда було створено в перстві Ірландії в 1621 році для діда I графа — сера Френсіса Аун'єра — Майстра Рукописів Ірландії. Його спадкоємцем став його старший син Джеральд, що став II барон Аун'єр, якого, своєю чергою, змінив його племінник, що став III бароном Аун'єр і I граф Лонгфорд — старший син Амброза Аун'єра, канцлера собору Святого Патріка, другого сина I барона Аун'єр. Губернатором Бомбея був Джеральд Аун'єр — брат першого графа Лонгфорд.
Аліса Аун'єр — сестра I та II графів Лонгфорд вийшла заміж за сера Джеймса Каффа — депутата парламенту Ірландії від графства Мейо. Їхній син Френсіс Кафф також став депутатом парламенту Ірландії та представляв графство Мейо. Син Френсіса — Майкл Кафф був членом парламенту від округу Мейо і Лонгфорд. Дочка Майкла — Елізабет Кафф вийшла заміж за Томаса Пакенхема з Пакенхем-Холлу, що неподалік від Каслполарда, графство Вестміт, у 1739 році. Томас був обраний депутатом Палати громад парламенту Ірландії та представляв Лонгфорд-Боро. У 1756 році титул барона Лонгфорд, що належав предкам його дружини, був відновлений, коли він отримав титул пера Ірландії як барон Лонгфорд, що в графстві Лонгфорд. У 1785 році був відроджений титул графа Лонгфорд, коли Елізабет отримала титул графині Лонгфорд у перстві Ірландії. Титул успадкував син Томаса — Едвард, що став II бароном Лонгфорд. Він представляв графство Лонгфорд в парламенті Ірландії. Він помер у віці 49 років, титули успадкував його син, Що став III бароном Лонгфорд. У 1794 році III барон Лонгфорд успадкував титул графа Лонгфорд від своєї бабусі. Лорд Лонгфорд став депутатом Палати лордів парламенту Об'єднаного королівства Великої Британії та Ірландії як представник Ірландії. У 1821 році він отримав титул барона Сілчестер з Сілчестера, що в графстві Саутгемптон у перстві Об'єднаного Королівства Великої Британії та Ірландії, що дало йому та його нащадкам автоматичне місце в Палаті лордів.
Титул успадкував його старший син Едвард, що став III графом Лонгфорд. Він помер неодруженим, і його наступником став його молодший брат Вільям, що став IV графом Лонгфорд. Він був політиком-консерватором і служив під керівництвом графа Дербі та Бенджаміна Дізраелі як заступник державного секретаря з питань війни з 1866 по 1868 рік. Його син — Томас — V граф Лонгфорд, був лордом-лейтенантом графства Лонгфорд з 1887 по 1915 рік. Він загинув у бою під Галліполі в 1915 році під час Першої світової війни. Його наступником став його старший син Едвард Артур Генрі, що став VI графом Лонгфорд. Він був драматургом і поетом, а також був депутатом сенату Вільної Ірландської Держави — Seanad Éireann між 1946 і 1948 роками.
Він помер бездітним, і його титули успадкував його молодший брат Френсіс Аун'єр Пакенгем, якого називали просто Френк. Він став VII графом Лонгфорд. Був видатним лейбористським політиком і громадським діячем. У 1945 році, за шістнадцять років до того, як він змінив свого старшого брата, він отримав титул пера Великої Британії як барон Пакенгем з Коулі, що в Оксфорді. Лорд Лонгфорд служив в лейбористських адміністраціях Клемента Еттлі та Гарольда Вільсона на посадах канцлера герцогства Ланкастер, першого лорда Адміралтейства, лорда таємної печатки, лідера Палати лордів і державного секретаря у справах колоній. У 1999 році, у віці 94 років і після того, як Закон Палати лордів 1999 року скасував автоматичне право спадкових перів засідати в Палаті лордів, лорд Лонгфорд був призначений довічним пером як барон Пакенгем з Коулі, що в графстві Оксфордшир. Тому він міг залишатися депутатом Палати лордів до своєї смерті у 2001 році.
На сьогодні титулом графа Лонгфорд володіє його старший син Томас Френсіс Дермот Пакенгем, що став VIII графом Лонгфорд. Він не використовує свій титул і не використовує свій титул ввічливого звертання — лорд Сілчестер, на який він мав право з 1961 по 2001 рік. Відомий просто як Томас Пакенгем — він письменник та історик.
Інші відомі люди родини Пакенгем:
- Генрі Пакенгем — прадід I барона Лонгфорд — був депутатом Палати громад парламенту Ірландії, представляв Навана.
- Його син сер Томас Пакенгем — дід I барона Лонгфорд, був депутатом парламенту від Огера.
- Син сера Томаса — Едвард Пакенгем, батько I барона Лонгфорд, був депутатом парламенту Ірландії, представляв графство Вестміт.
- Сер Томас Пакенгем — третій син I барона Лонгфорд і графині Лонгфорд, був адміралом Королівського флоту.
- Сер Джон Пекенгем — четвертий син I барона Лонгфорд також був адміралом Королівського флоту.
- Річард Пекенгем — п'ятий син I барона Лонгфорд був відомим дипломатом і служив Надзвичайним посланником і Повноважним міністром у Сполучених Штатах Америки з 1843 по 1847 рік.
- Сер Едвард Пакенгем — другий син другого II барона Лонгфорд був генерал-майором британської армії. Він воював в часи Наполеонівських війн під командуванням свого шурина — генерала Артура Веллі, що одружився з його сестрою Кітті Пекенгем у 1806 році. * Сер Едвард Пакенгем був убитий у битві за Новий Орлеан у 1815 році.
- Сер Геркулес Пакенгем (1781—1850) — третій син II барона Лонгфорд, був генерал-лейтенантом британської армії та депутатом парламенту від графства Вестміт. Він був батьком: 1) Едварда Пакенгема — депутата парламенту від графства Антрім; 2) сера Томаса Пакенгема — генерал-лейтенанта британської армії.
- Геркулес Пакенгем — старший син Томаса Пакенгема — був одним із лідерів Ольстерської Юніоністської партії в Сенаті Північної Ірландії.
- Томас Олександр Пакенгем (1820—1889) — третій син II графа Лонгфорд був контрадміралом Королівського флоту.
- Сер Вільям Пакенгем — другий син Томаса Олександра Пакенгема був адміралом Королівського флоту.
- Сер Френсіс Пакенгем — сьомий син II графа Лонгфорд, був дипломатом і, зокрема, служив послом у Швеції.
- Леді Вайолет Пакенгем — дочка V графа, була письменницею і критиком, дружиною письменника Ентоні Пауелла.
- Елізабет Пакенгем (народжена Гарман) — графиня Лонгфорд, дружина VII графа Лонгфорд, була письменницею і громадською діячкою.
- Леді Антонія Фрейзер і Рейчел Біллінгтон — дочки VII графа Лонгфорд, обидві є видатними письменницями.
- Леді Джудіт Казанціс — дочка VII графа Лонгфорд, поетеса.
- Сер Майкл Пакенгем — третій син VII графа Лонгфорд, дипломат.

Родинним гніздом родини Пакенхемів є замок Талліналі, графство Вестміт, Ірландія. Замок раніше був відомий як Пакенгем-Холл, був перейменований поточним власником Томасом Пакенгемом. Іншим родовим гніздом Пакенгемів є Норт-Астон_Холл, що поблизу Норт-Астона, Оксфордшир, Англія.

## Барони Аун'єр з Лонгфорда (1621)
- Френсіс Аун'єр (бл. 1562—1632) — I барон Аун'єр з Лонгфорда
- Джеральд Аун'єр (помер у 1655 р.) — II барон Аун'єр з Лонгфорда
- Френсіс Аун'єр (помер у 1700 р.) — III барон Аун'єр з Лонгфорда (нагороджений титулом віконт Лонгфорд у 1675 р.)

## Віконти Лонгфорд (1675)
- Френсіс Аун'єр (помер у 1700 р.) — I віконт Лонгфорд (нагороджений титулом граф Лонгфорд у 1677 р.)

## Графи Лонгфорд (1677)
- Френсіс Аун'єр Аун'єр (помер у 1700 р.) — I граф Лонгфорд
- Амброз Аун'єр Аун'єр (помер у 1706 р.) — II граф Лонгфорд

## Віконти Лонгфорд (1713)
- Крістофер Флемінг (1669—1726) — I віконт Лонгфорд, XVII барон Слейн, лорд Слейн — успадкував титул барона Слейна в 1676 році, був нагороджений королевою Анною титулом віконт Лонгфорд у 1713 році. Титул зник після його смерті.

## Барони Лонгфорд (1756)
- Томас Пекенхем (1713—1766) — I барон Лонгфорд
- Едвард Майкл Пекенхем (1743—1792) — II барон Лонгфорд
- Томас Пакенхем (1774—1835) — III барон Лонгфорд (успадкував від своєї бабусі титул графа Лонгфорд в 1794 році)

## Графи Лонгфорд (1785)
- Елізабет Пакенгем (1719—1794) — I графиня Лонгфорд
- Едвард Майкл Пакенгем (1743—1792) — II барон Лонгфорд
- Томас Пакенгем (1774—1835) — II граф Лонгфорд
- Едвард Майкл Пакенгем (1817—1860) — III граф Лонгфорд
- Вільям Лайгон Пакенгем (1819—1887) — IV граф Лонгфорд
- Вільям Пакенгем (1864—1876) — лорд Сілчестер
- Томас Пакенгем (1864—1915) — V граф Лонгфорд
- Едвард Артур Генрі Пакенгем (1902—1961) — VI граф Лонгфорд
- Френсіс Аун'єр Пакенгем — «Френк» (1905—2001) — VII граф Лонгфорд
- Томас Френсіс Дермот Пакенгем (1933 р. н.) — VIII граф Лонгфорд

Спадкоємцем титулу є старший син нинішнього власника титулу Едвард Мельхіор Пакенгем — барон Сілчестер (1970 р. н.). Лорд Сілчестер зазвичай відомий як Нед Сілчестер або Нед Пакенгем.